# Microtus longicaudus
Microtus longicaudus är en däggdjursart som först beskrevs av Clinton Hart Merriam 1888.  Microtus longicaudus ingår i släktet åkersorkar och familjen hamsterartade gnagare. IUCN kategoriserar arten globalt som livskraftig. Artepitet i det vetenskapliga namnet är sammansatt av de latinska orden longus (lång) och cauda (svans).
Arten når en absolut längd av 162 till 198 mm, inklusive en 52 till 78 mm lång svans. Den har 19 till 24 mm långa bakfötter och 13 till 15 mm långa öron. Pälsens färg på ovansidan varierar mellan ljusgrå, gråbrun och mörkbrun. Pälsen blir på kroppens sidor mer gråaktig och på undersidan förekommer ljusgrå till ljusbrun päls. Över hela kroppen är flera hår med svarta spetsar glest fördelade. På de stora öronen finns hår. Microtus longicaudus har i varje käkhalva en framtand, ingen hörntand, ingen premolar och tre molarer, alltså 16 tänder. Arten saknar oftast dessa körtlar på ljumsken som egentligen kännetecknar undersläktet Microtus.
Denna gnagare förekommer i västra Kanada och västra USA från Alaska till Kalifornien. Arten når i klippiga bergen och i andra bergstrakter 3650 meter över havet. Habitatet varierar mellan torra buskskogar, barrskogar, alpin tundra, fuktiga ängar och områden nära vattenansamlingar som liknar marskland. Microtus longicaudus besöker mera öppna landskap som skapades av människor.
Arten äter frön, gröna växtdelar, bär och svampar. Under vintern har den även mjukare delar av trädens eller buskarnas bark som föda. Microtus longicaudus antas vara nattaktiv och den håller ingen vinterdvala. Fortplantningen sker mellan maj och september eller ibland fram till oktober. Honor har en eller ibland två kullar under livet med vanligen fyra eller fem ungar per kull.
Ugglor, andra rovlevande fåglar och olika mårddjur är artens naturliga fiender. Microtus longicaudus lever sällan ett helt år och sällan når arten en ålder av 13,5 månader.

## Underarter
Arten delas in i följande underarter:
- M. l. coronarius
- M. l. longicaudus

Wilson & Reeder (2005) listar M. l. coronarius som synonym.